# Isogamus aequalis
Isogamus aequalis är en nattsländeart som först beskrevs av Klapalek 1907.  Isogamus aequalis ingår i släktet Isogamus och familjen husmasknattsländor. Inga underarter finns listade i Catalogue of Life.